# Vespasian

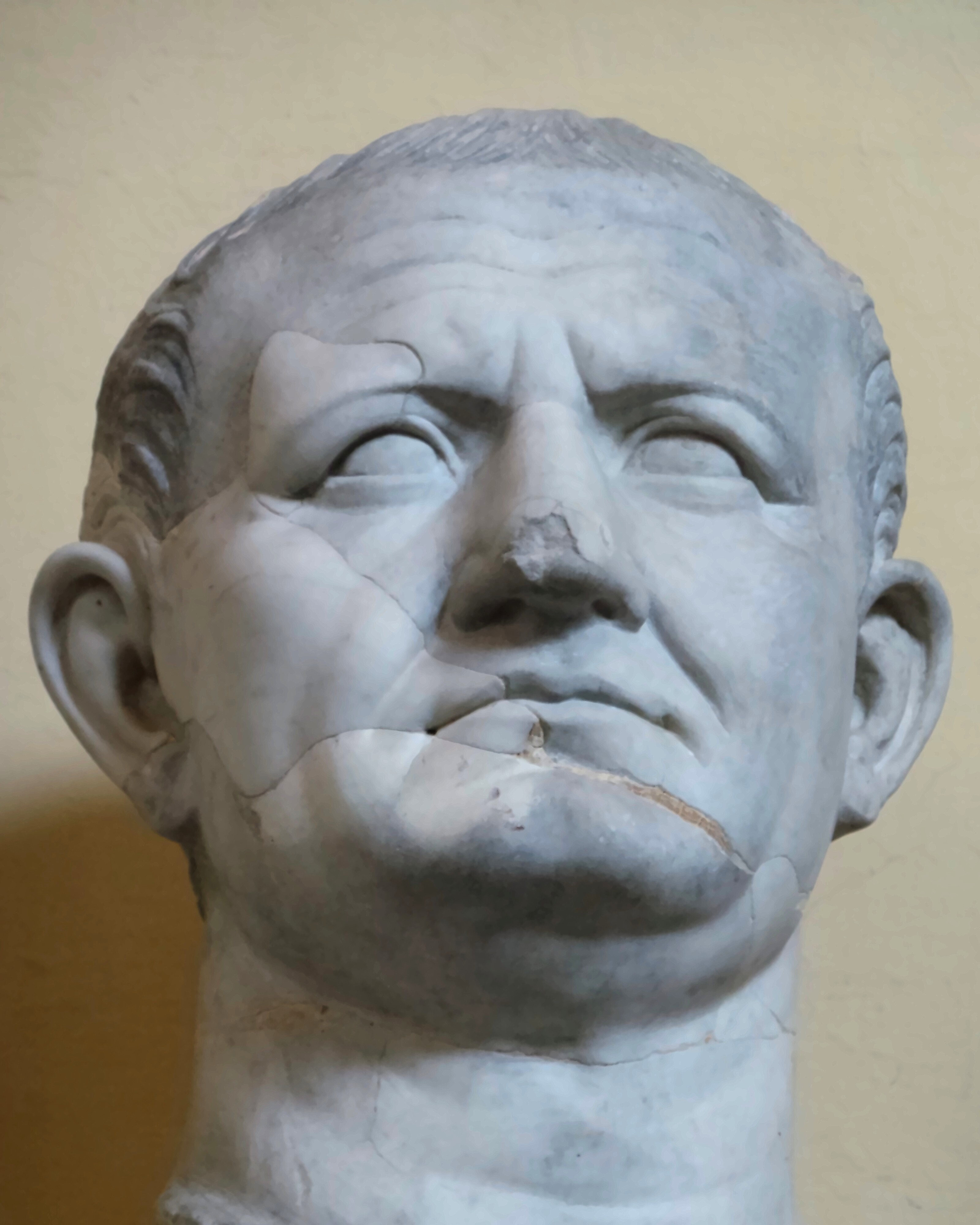
Restauriertes Originalporträt des Vespasian, das in den Anfangsjahren seiner Regierungszeit angefertigt wurde. Der Kopf, der ursprünglich zu einer Statue gehört hatte, ist in den Vatikanischen Museen ausgestellt (Inv. 1291)

Vespasian (* 17. November 9 in Falacrinae; † 23. Juni 79 in Aquae Cutiliae) war vom 1. Juli 69 bis zu seinem Tod römischer Kaiser. Sein Geburtsname war Titus Flavius Vespasianus, als Kaiser führte er den Namen Imperator Caesar Vespasianus Augustus. Er konnte den Bürgerkrieg und die Auseinandersetzungen um das Kaiseramt im Vierkaiserjahr 69 n. Chr. für sich entscheiden und wurde der erste römische Kaiser aus der flavischen Dynastie.
Vespasian war ein Realpolitiker. Während seiner zehnjährigen Herrschaft gelang es ihm, das Reich sowohl politisch als auch finanziell zu stabilisieren. Er stellte seine Herrschaft in die julisch-claudische Tradition und knüpfte insbesondere an Augustus an, womit er sich zugleich deutlich von Nero abgrenzte. Zur pax Augusta trat eine pax Flavia. Seine Finanzpolitik glich die Staatsschulden der Regierungszeit Neros aus und erlaubte ihm ein reges Bauprogramm; die Haushaltslage wurde in erster Linie durch die Wiedereinführung von Steuern, Steuererhöhungen und neue Steuern verbessert. Vespasian förderte Kunst und Literatur und die Integration der hochrangigen italischen Familien in den Senat. Aufgrund seiner militärischen Erfahrungen und Verbindungen, geschickter Propaganda und eines zum größten Teil ausgleichenden Verhältnisses zum Senat war er ein beliebter und erfolgreicher Kaiser.

## Leben bis zum Herrschaftsantritt

### Jugend und erste Ämter
Vespasian wurde in der Nähe des heutigen Rieti geboren. Sein Vater Titus Flavius Sabinus gehörte zum Ritterstand und war Steuereinnehmer in der Provinz Asia; später betrieb er Bankgeschäfte in Aventicum, wo er starb. Vespasian war somit der erste Kaiser, der nicht der Senatsaristokratie entstammte. Der Bruder seiner Mutter Vespasia Polla, Vespasius, war allerdings bereits als Prätor in den Senatorenstand erhoben worden. Sein Großvater mütterlicherseits, Vespasius Pollio, war Praefectus Castrorum, sein Großvater väterlicherseits, Titus Flavius Petro, war Evocatus oder Centurio, beide Großväter waren wohlhabend. Zu den Patronen und Förderern der flavischen Familie gehörten die Plautier, Pomponier, Vitellier und Petronier, die wiederum seit Beginn des 1. Jahrhunderts verwandt und verschwägert waren. Der Kontakt zu den vier Familien wurde intensiviert durch Vespasians Beziehung zu Antonia Caenis, die er um das Jahr 30 kennenlernte.
Vespasian und sein Bruder Sabinus waren die ersten Mitglieder dieses Zweigs ihrer Familie, die senatorische Posten erlangten. Vespasian wuchs zeitweise bei seiner Großmutter väterlicherseits, Tertulla, auf einem Landgut bei Cosa auf. Die Aufnahme der Brüder in den Senatorenstand, die mit einem Vermögen von je einer Million Sesterzen einhergehen musste, geschah in erster Linie auf Wunsch und Antrieb ihrer Mutter. Seine Karriere brachte Vespasian unter Tiberius als Militärtribun nach Thrakien, vermutlich zwischen 29 und 31. Im Jahr 34/35 oder 35/36 hatte er als erstes Amt die Quaestur der Provinz Creta et Cyrene inne, bevor er 38 im zweiten Versuch und auf dem letzten Platz zum plebejischen Ädil gewählt wurde. Im Jahre 40 wurde er im ersten Anlauf auf einem der ersten Plätze Prätor. In dieser Funktion forderte er außerordentliche Spiele zu Ehren von Caligula und dessen – wenig erfolgreicher – Germanenexpedition 39.

### Aufstieg unter Claudius
Im Jahr 42 ging Vespasian nach Germanien und übernahm als Legionslegat das Kommando über die legio II Augusta. In diesem Zusammenhang berichtet Silius Italicus, dass Vespasian bei seiner Ankunft den Rhein eingedämmt habe. Ob damit auf Maßnahmen der Hochwasserbekämpfung oder auf die Verstärkung von Befestigungsanlagen gegen die Germanen abgestellt wird, ist nicht zu klären. 43/44 befehligte er die legio II Augusta unter dem Oberkommando von Aulus Plautius während der Eroberung Britanniens durch Claudius. Spätestens mit der Rückkehr des Kaisers nach Rom war Vespasian für den linken Flügel der Invasionsarmee zuständig und hatte als Operationsbasen Verulamium und Camulodunum. Außerdem versuchte er die Macht Roms in Kent und Sussex zu konsolidieren, wobei ihm die Söhne König Cunobelinus’ Widerstand leisteten. Als Nachschubbasis diente Vespasian Fishbourne, von wo aus er Feldzüge nach Devon, Dorset und Hampshire unternahm. Seine militärischen Erfolge, insbesondere bei der Eroberung der Insel Vectis, brachten ihm die Insignien eines Triumphators und in der Folge zwei Priesterämter ein. Er blieb bis 47 in Britannien und kehrte dann nach Rom zurück; allerdings wurde er erst 51 für zwei Monate Suffektkonsul.
Seine Frau, Flavia Domitilla, war laut Sueton die ehemalige Mätresse des Ritters Statilius Capella und zunächst nicht im Besitz des vollen römischen Bürgerrechts. Laut der Historikerin Barbara Levick erfolgte die Heirat wahrscheinlich, weil sie als Tochter von Flavius Liberalis eine Verwandte von Vespasian war. Wie beispielsweise in der Julisch-Claudischen Dynastie sollten Macht und Besitz dadurch innerhalb des Familienverbands verbleiben.  Mit ihr hatte er drei Kinder: Titus und Domitian, die zu seinen Nachfolgern wurden, sowie Domitilla, die noch vor Vespasians Herrschaftsbeginn verstarb. Flavia Domitilla starb ebenfalls noch vor seinem Regierungsantritt. Nach Domitillas frühem Tod lebte Vespasian mit Antonia Caenis zusammen, einer Freigelassenen der Kaisermutter Antonia. Aufgrund des Standesunterschieds wählte er für diese Verbindung die Form des Konkubinats, die im römischen Recht als zweite Form der monogamen heterosexuellen Beziehung neben der Ehe anerkannt war. Caenis verfügte als ehemalige Privatsekretärin der Kaisermutter über großen Einfluss am Hof des Claudius und konnte auf diese Weise den Aufstieg ihres Partners unterstützen; als Vespasian Kaiser geworden war, trat sie in der Öffentlichkeit als seine Gattin auf. Sie wird von Cassius Dio als treu und mit äußerst gutem Gedächtnis beschrieben, darüber hinaus war sie wohlhabend und geschäftstüchtig, so zum Beispiel unterstützte sie den Kaiser beim Verkauf von Bürgerrechten. Caenis starb Anfang der 70er Jahre.

### Vespasian unter Nero
Angeblich durch den Einfluss Agrippinas, der Mutter Neros, bekleidete Vespasian während der ersten Jahre der Herrschaft des neuen Kaisers keine politischen oder militärischen Ämter. Tatsächlich befand er sich bis 61 in einer Art Wartezustand auf sein Prokonsulat; da die Anzahl der Suffektkonsuln hoch war, mussten die Amtsinhaber in der Regel längere Zeit warten, bis eine Provinz zur Verfügung stand, die sie übernehmen konnten. Währenddessen nahm Vespasian vermutlich an den regulären Senatssitzungen teil und übte seine Priesterämter aus. Wahrscheinlich im Amtsjahr 63/64 wurde er Prokonsul der Provinz Africa. Im Gegensatz zu den meisten seiner Vorgänger nutzte er die Funktion nicht zu seinen eigenen Gunsten und bereicherte sich nicht. Die Angabe von Sueton, dass er nach seiner Rückkehr seine Güter seinem Bruder verpfänden und zwielichtige Geschäfte betreiben musste, wird von Tacitus als Gerücht dargestellt.
Nero machte Vespasian zu einem seiner offiziellen Gefährten, die ihn auf seiner Griechenlandreise, die im September 66 begann, begleiten mussten. Vespasian soll bei einem Auftritt Neros als Schauspieler eingeschlafen und dafür beim Kaiser in Ungnade gefallen sein, woraufhin er sich kurzzeitig zurückzog. Bald wurde er von Nero aber wieder aufgenommen und erhielt das Kommando im Jüdischen Krieg, da Nero einen unverdächtigen Heerführer für den Osten brauchte, um die Gefahr einer Militärrevolte gegen seine zunehmend unbeliebte Herrschaft zu verringern. Offensichtlich wurde der Flavier auch weiterhin als loyal angesehen, seine militärische Erfahrung machte ihn unentbehrlich.
So übernahm Vespasian das Kommando über die Niederschlagung des jüdischen Aufstands. Er rückte 67 an der Spitze dreier Legionen – darunter eine unter dem Kommando von Trajans Vater Marcus Ulpius Traianus und eine unter dem Kommando seines Sohnes Titus – und starker Hilfstruppen, insgesamt rund 60.000 Mann, in der Provinz Iudaea ein. Vespasian und seine Legionen gingen massiv gegen die Zivilbevölkerung vor, um den Widerstand zu brechen, wobei sie auch plünderten und brandschatzten. Dabei zeichnete Vespasian sich als guter Feldherr und fähiger Kommandant aus. Die Kämpfe zogen sich über Jahre hin, verliefen aber zunächst für die Römer wenig erfolgreich. Erst als Vespasian schon Kaiser war, wurde der Aufstand von seinem Sohn Titus blutig niedergeschlagen.

### Das Vierkaiserjahr

Das Römische Reich im Jahr 69 n. Chr.
Machtbereiche der Prätendenten

Die Nachricht vom Aufstand von Gaius Iulius Vindex erreichte Vespasian im April 68; wann er erfuhr, dass Galba sich zum Kaiser hatte ausrufen lassen, ist nicht bekannt. Nach der Nachricht von Neros Suizid schickte er Titus nach Rom, um sein Kommando bestätigen zu lassen, womit er den neuen Kaiser implizit anerkannte. Auf der Reise erreichte Titus in Korinth die Nachricht von Galbas Ermordung und Othos Proklamation, zugleich erhob sich Vitellius mit den Rheinlegionen und ließ sich zum Kaiser ausrufen. Titus brach seine Reise ab und ging zurück nach Judäa, Vespasian erkannte offiziell weder Otho noch Vitellius an, obwohl seine Legionen den Eid auf Otho abgelegt hatten. Dieses Zögern in der Loyalitätsbekundung kann als erstes Zeichen für Vespasians eigene Hoffnung auf die Herrschaft gesehen werden. Zu diesem Zeitpunkt war jedoch noch nicht klar, ob er genug Unterstützung fand: Außer dem Statthalter von Syrien, Gaius Licinius Mucianus, hatte er keine Verbündeten, in Rom war sein Bruder Sabinus als Praefectus urbi abgesetzt worden. Ende Juni 69 traf sich Vespasian mit Mucianus, um über das weitere Vorgehen zu beraten. Mit Unterstützung des Statthalters von Ägypten, Tiberius Iulius Alexander, wurde Vespasian am 1. Juli von den ägyptischen Legionen zum Kaiser ausgerufen, am 7. Juli schlossen sich die syrischen an, am 11. Juli seine eigenen. Damit konnte Vespasian über das Gros der Armee verfügen und hatte zugleich aufgrund der Huldigungen der Klientelkönige, unter anderem Agrippa II., Antiochos von Kommagene und Sohaemus von Emesa, ausreichend finanzielle Mittel.
Eine flavische Legion unter Mucianus sollte nach Italien marschieren, während Vespasian sich nach Ägypten begab, um die Getreideversorgung zu kontrollieren; im Juli 69 wurden die Getreidelieferungen aus Ägypten nach Rom eingestellt. Die Beendigung der Belagerung von Jerusalem legte er in die Hände seines Sohnes Titus. Um mögliche Aufstandsabsichten der Parther zu verhindern und seine Ostfront abzusichern, schickte er eine Delegation zu Vologaeses I., der zwar keine direkte Unterstützung zusagte, jedoch auch keine Kriegsabsichten zeigte. Als Mitte Juli 69 Vitellius das Donativum an seine Soldaten nicht zahlen konnte, marschierten Anfang August die Donaulegionen unter Marcus Antonius Primus in Italien ein, um Vespasian den Thron zu sichern. Dies geschah aus eigener Initiative und entgegen Vespasians Direktive, auf Mucianus zu warten und die Legionen von Vitellius zu bestechen. Im Oktober 69 fand die Zweite Schlacht von Bedriacum statt, im Oktober lief die Flotte mit dem Stützpunkte Ravenna unter Sextus Lucilius Bassus zu Vespasian über, womit er nun auch den Seeweg kontrollierte.
Mitte Dezember 69 lagen die flavischen Truppen 18 Kilometer vor Rom. Mucianus und Sabinus boten Vitellius die Abdankung mit einer Sicherheitsgarantie und einer Zahlung von 100 Millionen Sesterzen an. Vitellius zögerte, das Angebot anzunehmen. In Rom kam es inzwischen zu schweren Kämpfen zwischen Anhängern Vespasians und Anhängern des Vitellius. Sabinus, der sich auf dem Kapitol verschanzt hatte, kam dabei ums Leben, Domitian konnte sich im Kapitol verstecken und am Morgen fliehen. Am 20. Dezember 69 stürmten Primus’ Truppen Rom, Vitellius selbst hatte sich nach der Auflösung seiner Truppen, die sich bei Carsulae nördlich von Rom den flavischen Truppen ergeben hatten, versteckt, wurde jedoch gefunden und schließlich brutal getötet. Vespasian war der Gewinner des Vierkaiserjahrs, der kein Blut vergossen hatte, seine Statthalter in Rom waren Primus und Mucianus sowie Domitian, der formal die Stadtpräfektur übernahm. Vespasian traf Mitte 70 in Rom ein; mit der sogenannten lex de imperio Vespasiani wurden ihm alle Vollmachten eines Princeps übertragen. Titus wurde zum Konsul, Domitian zum Prätor ernannt.

## Vespasian als Kaiser

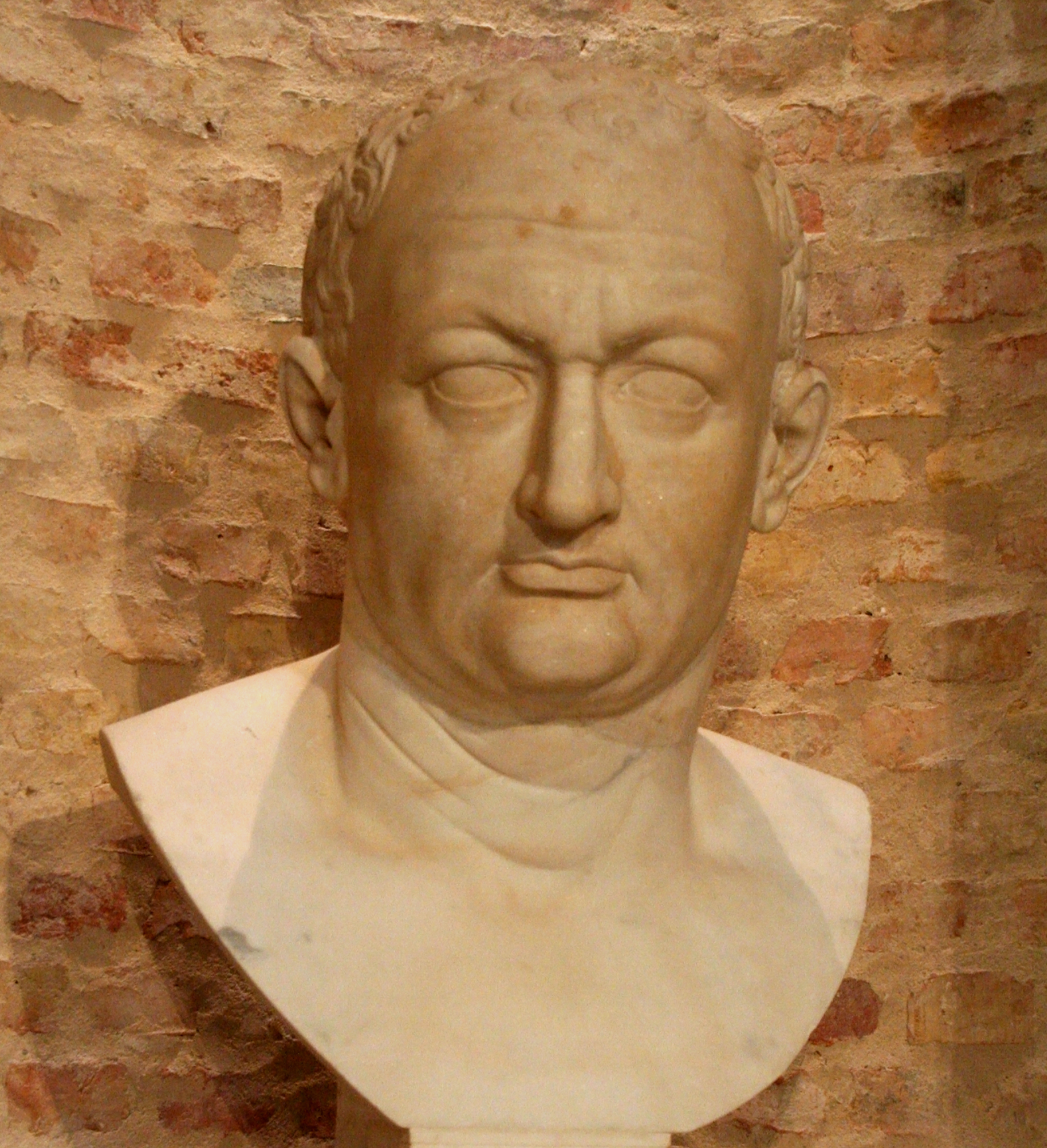
Vespasian als Kaiser, Kolossalbildnis im Neuen Museum (Berlin), Inv. 348

### Militär- und Verteidigungspolitik
Nach dem Bürgerkrieg stand Vespasian vor einem ähnlichen Problem wie vor ihm schon Augustus – es gab zu viele Legionen. Wie Augustus entließ er sie nach und nach, stellte aber auch drei neue auf; am Ende standen 29 Legionen unter Waffen. Vespasian bewies dabei großes Fingerspitzengefühl und sorgte für die notwendige finanzielle Abfederung, ohne zu übertreiben. Veteranen wurden in Kolonien angesiedelt, vor allem auf dem Balkan und in der Provinz Africa, was sich bei der Romanisierung dieser Regionen als hilfreich erwies.
Auch das Heer wurde reorganisiert. Die Rheinlegionen entmachtete Vespasian, indem die großen Lager am Rhein abgebrochen und die Truppen auf kleinere Lager entlang der Grenzen verteilt wurden. Dabei wurde darauf geachtet, die Truppen möglichst inhomogen zu halten, so dass keine Volksgruppe innerhalb einer Einheit die Oberhand gewann. Dies trieb die Romanisierung der linksrheinischen Gebiete voran und sicherte Vespasian die Loyalität der Truppen. Anders als Vitellius legte er auch Wert darauf, jenen Tag, an dem ihn die Truppen zum Herrscher ausgerufen hatten, als seinen ersten im Amt zu kennzeichnen (dies imperii). Um die Grenze am Rhein zu verkürzen, wurden das als Dekumatland (agri decumates) bezeichnete Gebiet zwischen Donau und Hochrhein dem Reich einverleibt. Auch wurden mehrere Legionslager wieder instand gesetzt, unter anderem Mogontiacum, Bonn und Neuss. Mit der Errichtung der ersten Limites wurde auch deutlich, dass Vespasian einer Defensivpolitik den Vorzug vor Eroberungen gab. Nach dem Aufstand des Batavers Iulius Civilis (69/70) wurde die Stärke der Rheinarmee verringert und ihre Zusammensetzung verändert. Einige Legionen, die durch ihre Beteiligung während des Bürgerkriegs als unzuverlässig galten, wurden sogar ganz aufgelöst. Die germanischen Auxiliareinheiten wurden ebenfalls aufgelöst und neu aufgestellt, Truppen aus Klientelstämmen wurden nun römischen Offizieren unterstellt.
In Britannien wurde Vespasian bei der Grenzsicherung aktiv: Er leitete die endgültige Eroberung der Insel bis zur Grenze des heutigen Schottland ein. Darüber gibt es relativ gute Informationen, da der Historiker Tacitus in seinem Werk Agricola, seinem gleichnamigen Schwiegervater gewidmet, auch auf die römische Politik in Britannien eingeht. Die Eroberung der Insel wurde aber nicht mehr zu Lebzeiten Vespasians abgeschlossen.
Auch im Osten arrondierte Vespasian die Grenzen. Nach der Niederschlagung des Jüdischen Aufstands wurden mehrere Klientelreiche wie Kommagene annektiert und Truppen in Kleinasien stationiert: Die legio XVI Flavia Firma bezog in Samosata Quartier, während die legio XII Fulminata in Melitene Garnison bezog. Offensichtlich erwartete Vespasian, der den Osten aus eigener Erfahrung recht gut kannte, einen Konflikt mit den Partherreich, dem östlichen Nachbarn Roms, und sorgte für die entsprechenden Vorkehrungen im Falle eines neuen Partherkriegs. Die Grenzbegradigung im Osten sollte Rom jedenfalls in Zukunft von Nutzen sein und nicht als das geringste Verdienst der Flavier angesehen werden. Zudem wurde auch die Infrastruktur durch den Bau zusätzlicher Straßen verbessert.

### Finanzpolitik

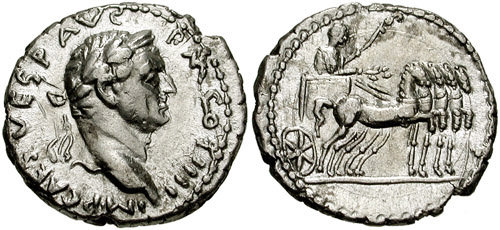
Denar des Vespasian aus dem Jahr 72

Vespasians Erfindungsreichtum bei der Vermehrung der Staatseinnahmen ist bekannt. So hatte er aufgrund der hohen Schulden, die Nero hinterlassen hatte, eine Latrinensteuer eingeführt. Als sich sein Sohn Titus bei ihm darüber beschwerte, hielt Vespasian Titus eine Münze hin, die aus dieser Steuer stammte. Titus musste eingestehen, dass sie nicht stank, woraufhin Vespasian ihm entgegenhielt: „Und dennoch stammt sie aus dem Urin.“ Hieraus dürfte die Redewendung Pecunia non olet („Geld stinkt nicht“) entstanden sein.
Tatsächlich übernahm Vespasian einen Staat, der nach den Eskapaden seiner Vorgänger und durch die Wirren des Vierkaiserjahres so gut wie bankrott war. Vespasian sanierte die öffentlichen Haushalte mit großem Erfolg, wobei er die Steuerfreiheit von Achaea, die Nero aufgrund seines Philhellenismus gewährt hatte, sofort wieder rückgängig machte. Er richtete auch drei Spezialkassen ein: fiscus Iudaicus, fiscus Alexandrinus und fiscus Asiaticus. Sicherlich half bei der Sanierung der Finanzen auch die Beute aus dem Jüdischen Krieg, aber auch in Italien erschloss er neue Steuerquellen. Seine Maßnahmen belegten dabei jenes Fingerspitzengefühl, das er auch bei der Entlassung der Truppen bewies. Er erhöhte zwar die Steuern, ließ aber zunächst einmal Steuersünder verfolgen und Rückstände eintreiben. Auch verkaufte er zwar öffentliche Ämter an Meistbietende, anders als seine Vorgänger enteignete er aber nie aus bloßer Geldgier einen politischen Gegner.
Hatte er zum Beginn seiner Amtszeit noch einen hohen Sanierungsbedarf ermittelt, so hinterließ er bei seinem Tod geordnete Kassen und keine Schulden. Seine Finanzpolitik wurde auch von Sueton und Tacitus gelobt.

### Politische Reformen und Herrschaftssicherung
Vespasian, der öffentlich gerne behauptete, sich an der augusteischen Politik zu orientieren, betrieb in Wahrheit die zentralistische des Claudius. Es ging ihm um die Alleinherrschaft, was man schon daran ersehen kann, dass er 73 das Amt des Zensors wieder einführte, das er auch zunächst selbst bekleidete und das ihm dabei half, die Senatoren zu kontrollieren; ebenso bekleidete er mehrmals das Konsulat. Gleichzeitig schmeichelte er dem Senat damit, dass er regelmäßig dessen Sitzungen besuchte, ohne ihm allerdings mehr Rechte einzuräumen oder darauf zu verzichten, vorsichtig die Gegner seiner Politik aus dem Gremium entfernen zu lassen. Insgesamt unterhielt er jedoch gute Beziehungen zum Senat. Ein Nebeneffekt seiner Politik war, dass die Rekrutierungsbasis für den Senat verbreitert wurde und immer mehr Senatoren aus den Provinzen stammten, was mögliche Intrigen alteingesessener Senatoren von vornherein erschwerte. Auch betrieb Vespasian geschickte Propaganda, indem er den Zustand des Imperiums in der Zeit Neros dem Neubeginn unter seiner Herrschaft gegenüberstellte. Auf Münzen wurde Vespasian etwa als Verteidiger der Freiheit des römischen Volkes gefeiert.
Dem Prozessstau, der sich durch den Bürgerkrieg gebildet hatte, weil der Senat mit seinen Aufgaben nicht mehr fertigwerden konnte, begegnete Vespasian durch eine Verfahrensbeschleunigung. Die Romanisierung des Reiches machte, wie oben schon angesprochen, unter Vespasian einige Fortschritte. Hispanien erhielt sogar das latinische Bürgerrecht (ius Latii), eine Vorstufe zum römischen Bürgerrecht. Zur Verwaltung des Reiches legte Vespasian mit den Jahren immer mehr Aufgaben in die Hand seines Sohnes Titus, den er damit systematisch zu seinem Nachfolger aufbaute. Dieses Vorgehen forderte zwar einigen Widerstand heraus, aber nachdem Titus Prätorianerpräfekt und selbst auch Zensor geworden war, hatte Vespasian Fakten geschaffen, gegen die kein echter Widerstand mehr möglich war. Damit schuf sich Vespasian eine durch familiäre Bindungen abgesicherte Herrschaftsbasis und musste nicht befürchten, von einem ehrgeizigen Prätorianerpräfekten gestürzt zu werden, zumal sich Titus, der militärisch begabt war, loyal verhielt, jedoch auch einige menschliche Schwächen offenbarte, ehe er nach dem Tod Vespasians 79 selber Kaiser wurde. Nur Domitian, Vespasians zweiter Sohn, sah sich offenbar zurückgesetzt, verhielt sich aber dennoch treu gegenüber seinem Vater.
Vespasian war gewissenhaft und fleißig, wenn es um die Regierungsgeschäfte ging, darüber hinaus aber auch beim Volk beliebt. Er galt als bürgernah und uneitel, zumal er auf Kritik nicht mit der bei seinen Vorgängern üblichen Paranoia reagierte, sondern diese zumeist gelassen hinnahm. Dabei gab es gerade Widerstand aus philosophisch-intellektuellen Kreisen, denen besonders die erkennbare zentralistische Tendenz des Staates missfiel. Die Opposition manifestierte sich vor allem in der Person des Helvidius Priscus, der das (freilich inzwischen anachronistische) Ideal der res publica libera hochhielt. Er wurde zunächst nur verbannt, später aber hingerichtet (entweder 71, als mehrere kynische Philosophen aus Rom ausgewiesen wurden, oder 74, als es zu einer Ausweisungswelle aus Rom und wohl auch ganz Italien kam). Möglicherweise geht die Hinrichtung auf das Konto des Titus, der Helvidius nicht besonders gewogen war. Dennoch förderte Vespasian auch zahlreiche Gelehrte. So wurde in seiner Regierungszeit der erste Lehrstuhl für Rhetorik in Rom eingerichtet.
Insgesamt ist aus Vespasians Zeit auch nur eine einzige Verschwörung bekannt (nämlich die des Titus Clodius Eprius Marcellus und des Aulus Caecina Alienus), die das Ziel hatte, ihn zu beseitigen. Diese wurde im Jahr 79 aufgedeckt. Auch im Privatleben, das sich deutlich von dem Neros oder Caligulas unterschied, galt er als ein zurückhaltender und bescheidener Mann.

### Bautätigkeit

Das Kolosseum

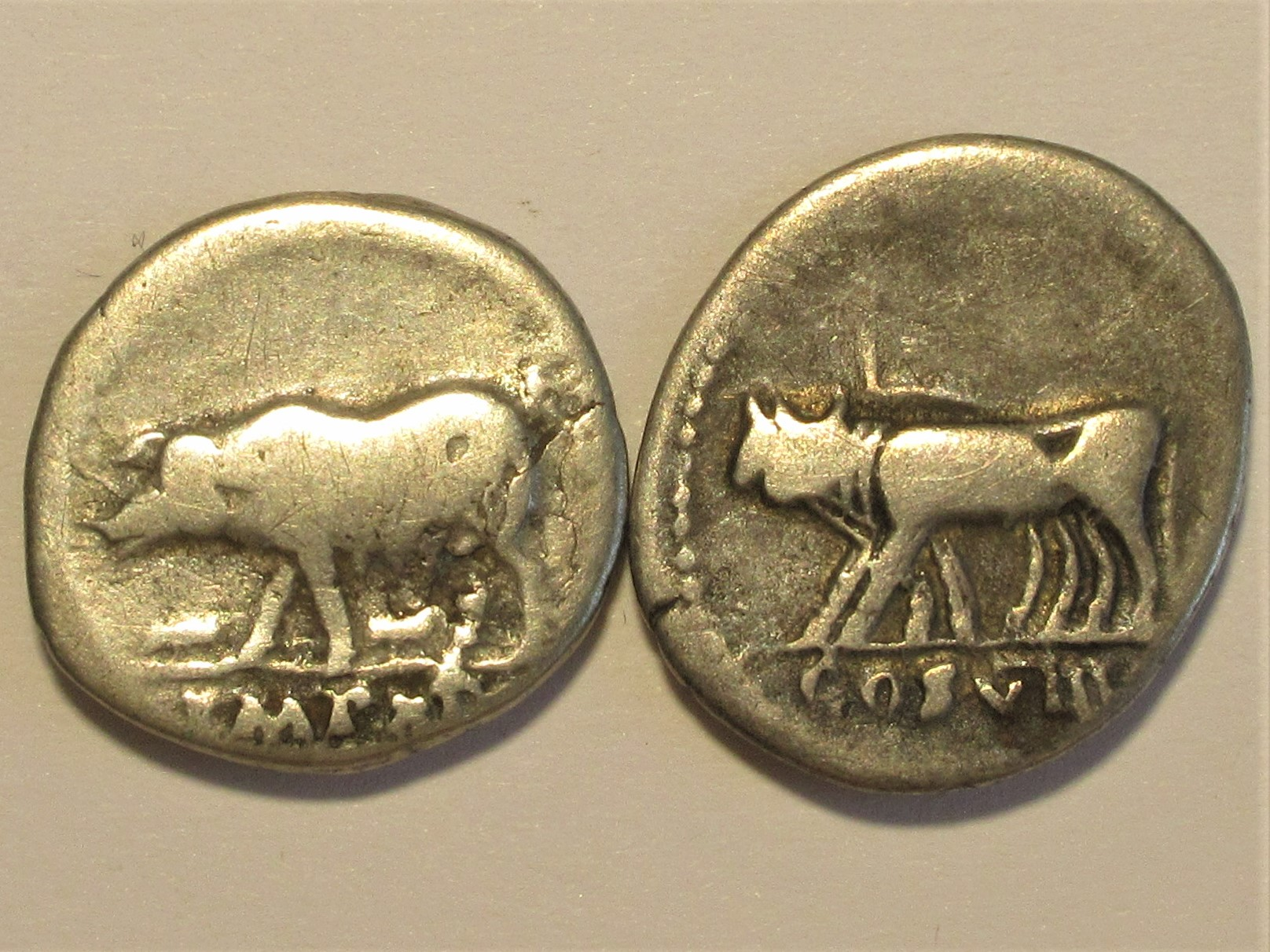
Zwei Rückseiten von Denaren Vespasians mit Bezug auf Koloniegründungen

Durch gewaltige öffentliche Investitionen, vor allem auf dem Bausektor, kurbelte Vespasian die Wirtschaft des Römischen Reiches an. Grundsätzlich wurde von einem princeps die Umsetzung von Bauvorhaben zum allgemeinen Wohl in der Hauptstadt erwartet. So ließ er das Kapitol wiederaufbauen, das während der Kämpfe 69 zerstört worden war, sowie einen Friedenstempel bauen, den Plinius der Ältere unter die Weltwunder einreihte. Am bekanntesten dürfte allerdings das flavische Amphitheater (Amphitheatrum Flavium) sein, dessen Bau er initiierte und das heute als Kolosseum bekannt ist. Der seinerzeit außergewöhnlich große Bau wurde von Vespasian als öffentliches Gebäude symbolisch in die Privatgärten des Nero platziert. Das war ein Gebiet, das Nero im Stadtzentrum auf Staatskosten zu privaten Zwecken enteignet hatte und auf dem, an der Stelle des heutigen Kolosseums, ein künstlicher Privatsee liegen sollte. Insgesamt vollzog Vespasian mit seiner Beseitigung und Umfunktionalisierung der Bauten Neros in Rom symbolische Handlungen, die an die Senatsaristokratie adressiert waren und die Legitimation seiner eigenen Herrschaft sichern sollten. Aber auch in den Provinzen, wo neue Straßen und Brücken angelegt wurden, entfaltete Vespasian eine rege Bautätigkeit. Denare mit zwei Ochsen unter einem Joch oder einer Sau mit Ferkeln auf der Rückseite werden in Zusammenhang mit seinen Koloniegründungen gebracht.

### Tod und Nachfolge
Anders als die meisten seiner Vorgänger starb Vespasian eines natürlichen Todes. Er weilte 79 gerade in Kampanien, als er erkrankte und sich zur Kur in ein Heilbad nahe seiner Heimatstadt begab. Dort erlitt er am 23. Juni 79 einen schlimmen Durchfall, der ihn beinahe ohnmächtig werden ließ. Er versuchte noch, sich aufzurichten, was ihm allerdings nicht mehr gelang. Nachfolger wurde ohne Schwierigkeiten sein Sohn Titus, der bald schon als mustergültiger Herrscher galt – ähnlich wie sein Vater, der das Reich nach den Wirren des Vierkaiserjahrs wieder stabilisiert und gefestigt hatte.

## Persönlichkeit
Sueton und Tacitus beschreiben Vespasian als bescheidenen Mann von mittlerer Größe und kräftiger Erscheinung mit einem allzeit angespannten Gesichtsausdruck. Mit ihrer Herrschaft änderten sich meist auch die Abbildungen der Herrscher – noch der 70-jährige Augustus ließ sich in Standbildern als jugendlicher Held abbilden. Dagegen zeigen die Abbilder Vespasians wesentlich mehr Realismus und weniger Idealisierung. Vespasian galt als bodenständig und volksnah, zudem als humorvoll bis zum Zynismus, was die ihm von Sueton zugeschriebenen Zitate verdeutlichen. Die Geschichtswissenschaft des 20. Jahrhunderts um den bedeutenden Althistoriker Alfred Heuß sah, wie dieser in seiner 1960 veröffentlichten Römischen Geschichte schrieb, in Vespasian einen einfachen, bescheidenen und nüchternen Charakter, der nie Ehrgeiz habe aufkommen lassen. Den Erfolg seiner politischen Karriere habe er der Initiative anderer zu verdanken.
Als Vespasian erste Anzeichen einer schweren Krankheit bemerkte, die ihn schließlich das Leben kosten sollte, soll er sich über den Divinisierungswahn der Römer lustig gemacht (Divinisierung = Erhebung eines Toten unter die Götter) und gesagt haben: „Wehe, ich glaube, ich werde ein Gott!“ (Vae, puto deus fio!)